# Polski Owczarek Podhalanski
Der Polski Owczarek Podhalanski (Tatra Schäferhund), auch Tatrahund, Tatra-Hirtenhund sowie Podhalaner, ist eine von der FCI anerkannte polnische Hunderasse (FCI-Gruppe 1, Sektion 1, Standard Nr. 252).

## Herkunft und Geschichte
Dieser Hirtenhund ist ein naher Verwandter des Kuvasz und Cuvac und vermutlich ebenfalls verwandt mit den anderen großen Berghütehunden Europas, etwa dem Bergamasker Hirtenhund. Er stammt von den großen asiatischen Doggen ab, die vor über 1000 Jahren nach Europa kamen.

## Beschreibung
Rüden werden 65 bis 70 cm hoch, Hündinnen maximal 65 cm. Der weiße Hund mit imposanter Halskrause und buschiger Rute, hat langes, wetterfestes Fell mit einer gut entwickelten Unterwolle – gilt aber als pflegeleicht. Die Ohren sind hoch angesetzt, mittelgroß und dreieckig. Das typische Gewicht der großen polnischen Hunderasse liegt bei 45 bis 65 kg.
Der Podhalaner hat ein selbstreinigendes Fell, d. h. wenn es trocken ist fällt der Schmutz einfach ab. Auch sonst neigt das Fell nicht zum Verfilzen und muss nur wöchentlich gebürstet werden.

## Verwendung
Die hauptsächliche Verwendung der Tatrahunde erfolgt als Herdenschutzhunde, daher auch die typischen Herdenschutzmerkmale, das heißt, sie können die Herden selbstständig gegen Beutegreifer wie den Wolf verteidigen. Der Tatrahund bekämpft Wölfe zwar nicht aktiv, ist aber durchaus in der Lage einen Wolf zu verletzen oder gar zu töten.
In Polen werden Tatrahunde  auch oftmals als Hofhunde gehalten.
Die Erziehung ist nicht ganz leicht und die Rasse ist erst mit 3 Jahren erwachsen. Sie eignet sich nach entsprechender Erziehung als Begleithund, wegen ihrer hohen Reizschwelle ist auch die Ausbildung zum Therapiehund möglich. Als Familienhund ist sie ebenfalls sehr geeignet.
Sehr beliebt ist die Rasse in den Niederlanden, in Deutschland gibt es ca. 250 reinrassige Hunde dieser Rasse.

## Rechtslage
Der Tatra-Schäferhund steht im Schweizer Kanton Tessin auf der Rasseliste der potentiell gefährlichen Hunderassen, die Haltung ist dort bewilligungspflichtig.